# Регија велике северне равнице
Регија велике северне равнице (мађ. Észak-Alföld), је једна од седам европских административних јединица Мађарске, налази се на североистоку државе. Припадајуће жупаније су Хајду-Бихар, Јас-Нађкун-Солнок и Саболч-Сатмар-Берег. Центар регије је град Дебрецин. 

## Формирање регија
Првобитни облик регија се јавио на географској обради мапе Ђуле Принца (Prinz Gyula). Замишљена регија је имала за главни град дебрецен, једино што је била додата жупанија Бекеш. Каснија административна прерасподела из 1923. године је целу ту концепцију одбацила и жупанија Јас-Нађкун-Солнок је била централно самостална а жупаније Хајду-Бихар и Саболч-Сатмар-Берег су упали у источне административне јединице. У току два светска рата концепција административне расподеле је остала иста.
После Другог светског рата је новом реформом Мађарска подељена на девет административних делова и та подела је већ постала веома слична данашњој подели. Међутим доласком Совјетског Савеза и комуниста на власт и ова подела је изгубила на важности. тек педесетих година двадесетог века је поново заживела идеја о оваквој подели, али почетни кораци су направљени тек 1971. године.
Оснивањем Европске уније и НУТС је коначно дошло до остваривања давно зачете идеје о регијама и административним јединицама. 
Званично, Мађарска је признала ове јединице 1998. године. 

## Унутрашње уређење
(У загради, поред котарског имена и оригиналног Мађарског имена, су подаци о броју становника из пописа од 1. јануара 2005. године.): 
Хајду-Бихар
- Балмазујварошки Balmazújvárosi kistérség; (30.110)
- Берећоујфалушки Berettyóújfalui kistérség; (53.875)
- Дебреценски Debreceni kistérség; (204.297)
- Деречке-Летавертешки Derecske–Létavértesi kistérség; (39.661)
- Хајдубесермењски Hajdúböszörményi kistérség; (59.869)
- Хајдухадхашки Hajdúhadházi kistérség; (60.734)
- Хајдубослошки Hajdúszoboszlói kistérség; (34.015)
- Полгарски Polgári kistérség; (14.822)
- Пишпешки Püspökladányi kistérség; (51.989)

Јас-Нађкун-Солнок
- Јасбесерењски Jászberényi kistérség; (88.097)
- Карцашки Karcagi kistérség; (46.680)
- Кунсентмартонски Kunszentmártoni kistérség; (38.583)
- Мезетурски Mezőtúri kistérség; (31.012)
- Солношки Szolnoki kistérség; (120.744)
- Тисафиредски Tiszafüredi kistérség; (40.082)
- Терексентмиклошки Törökszentmiklósi kistérség; (45.625)

Саболч-Сатмар-Берег
- Бакталорантхашки Baktalórántházai kistérség; (35.638)
- Ченгершки Csengeri kistérség; (14.291)
- Фехерђарашки Fehérgyarmati kistérség; (39.679)
- Ибрањ-Нађхалашки Ibrány–Nagyhalászi kistérség; (46.134)
- Кишвардашки Kisvárdai kistérség; (75.201)
- Матесалкашки Mátészalkai kistérség; (67.241)
- Нађкалошки Nagykállói kistérség; (46.058)
- Њирбаторошки Nyírbátori kistérség; (45.204)
- Њиређхазашки Nyíregyházai kistérség; (142.251)
- Тисавашварски Tiszavasvári kistérség; (37.888)
- Вашарошнамењски Vásárosnaményi kistérség; (32.038)
- Захоњски Záhonyi kistérség; (20.250)

## Туризам
Административне границе Регије велике северне равнице се великим делом поклапају са туристичким регионима целине, једино се регија око Тисе одваја у другу туристичку целину. 
Хајду-Бихар
У овој жупанији се издвајају историјски споменици око дебрецена и Национални парк Хортобађшки национални парк. Такође велики број средњовековних утврђења и цркви је овде присутан, а интересантно је поменути да ту живе и потомци некадашњих српских досељеника из средњег века Хајдуи. 

Јас-Нађкун-Солнок
Најпознатији туристички центар је у околини језера Тисе и термални извори, бање. Сеоски туризам је такође веома развијен у овој области. 
У овој жупанији живе потомци Кумана и Јаса.
Саболч-Сатмар-Берег
Овде се могу видети велики број споменика из средњег века, око Њиређхазе, дрвени држачи (кућиште) звона из 13. века у Њирбатору. Такође је парк дивљих животиња у оквиру ове области.

## Насеља

### Жупанијски центри
- Хајду-Бихар (жупанија): Дебрецен Debrecen;
- Јас-Нађкун-Солнок (жупанија): Солнок Szolnok;
- Саболч-Сатмар-Берег (жупанија): Њиређхаза Nyíregyháza;

### Градови
- Хајду-Бихар (жупанија): Хајдубесермењ Hajdúböszörmény; Надудвар Nádudvar; Тисачеге Tiszacsege; Хајдусобосло Hajdúszoboszló; Полгар Polgár; Фелдеш Földes; Балмазујварош Balmazújváros; Њирадоњ Nyíradony; Бихаркерестеш Biharkeresztes; Хајдунанаш Hajdúnánás; Летавертеш Létavértes; Њирабрањ Nyírábrány; Беречоујфалу Berettyóújfalu; Каба Kaba; Шарретудвари Sárrétudvari; Пишпекладањ Püspökladány; Теглаш Téglás; Почај Pocsaj; Хајдухадхаз Hajdúhadház; Комади Komádi; Багамер Bagamér; Хајдушамшон Hajdúsámson; Еђек Egyek; Чекме Csökmő; Хајдудорог Hajdúdorog; Хосупаљи Hosszúpályi; Деречке Derecske; Вамошперч Vámospércs;
- Јас-Нађкун-Солнок (жупанија): Јасберењ Jászberény; Кунсентмартон Kunszentmárton; Терексентмиклош Törökszentmiklós; Кунхеђеш Kunhegyes; Карцаг Karcag; Јасароксалаш Jászárokszállás; Мезетур Mezőtúr; Мартфи Martfű; Тисафиред Tiszafüred; Ујсас Újszász; Кишујсалаш Kisújszállás; Јасфењсару Jászfényszaru; Тисафелдвар Tiszaföldvár; Кендереш Kenderes; Туркеве Túrkeve; Абадсалок Abádszalók; Јасапати ;
- Саболч-Сатмар-Берег (жупанија): Матесалка Mátészalka; Њиртелек Nyírtelek; Кемче Kemecse; Кишварда Kisvárda; НађчедNagyecsed; Захоњ Záhony; Тисавашвари Tiszavasvári; Ибрањ Ibrány; Демечер Demecser; Ујфехерто Újfehértó; Балкањ Balkány; Домбрад Dombrád; Њирбатор Nyírbátor; Тисалек Tiszalök; Бакталорантхаза Baktalórántháza; Нађкало Nagykálló; Нађхалас Nagyhalász; ЊирлугошNyírlugos; Вашарошнамењ Vásárosnamény; Ченгер Csenger; Мариапоч Máriapócs; Фехерђармат Fehérgyarmat; Ракамаз Rakamaz;

### Општине

#### Хајду-Бихар (жупанија)
| | Општине | |
| --- | --- | --- |
| - Алмошд ; - Атанд ; - Баконсег ; - Баранд ; - Беде ; - Берекбесермењ ; - Бихарданчхаза ; - Бихарнађбајом ; - Бихарторда ; - Бочкаикерт ; - Бојт ; - Ванчод ; - Векерд ; - Габорјан ; - Гербехаза ; - Дарваш ; - Ебеш ; - Естар ; - Жака | - Кишмарја ; - Кокад ; - Коњар ; - Керешсакал ; - Керешсегапати ; - Мађархоморог ; - Мезепетерд ; - Мезешаш ; - Микеперч ; - Моношторпаљи ; - Нађкереки ; - Нађрабе ; - Њирачад ; - Њирмартонфалва ; - Полгар ; - Сентпетерсег ; - Сереп ; - Тететлен ; - Тепе ; | - Тисађулахаза ; - Толд ; - Ујираз ; - Ујлета ; - Ујсентмаргита ; - Ујтикош ; - Фољаш ; - Фурта ; - Филеп ; - Хајдубагош ; - Хајдусоват ; - Хенцида ; - Хортобађ ; - Шаранд ; - Шап ; |

#### Јас-Нађкун-Солнок (жупанија)
| | Општине | |
| --- | --- | --- |
| - Алатћан ; - Берекфирде ; - Бешењсег ; - Вежењ ; - Зађварекаш ; - Јасболдогхаза ; - Јасдожа ; - Јасфелшесентђерђ ; - Јасивањ ; - Јасјакохалма ; - Јаскишер ; - Јасладањ ; - Јассентандраш ; - Јастелек ; - Јаношхида ; - Јасалшосентђерђ ; - Јасаго ; - Кунчорба ; - Кунмадараш ; - Кенђел ; | - Кетпо ; - Кетелек ; - Мештерсалаш ; - Мезехек ; - Нађиван ; - Нађкери ; - Нађрев ; - Пустамоноштор ; - Ракоцифалва ; - Ракоциујфалу ; - Сајол ; - Селевењ ; - Тисашаш ; - Тисабе ; - Тисасентимре ; - Тисабура ; - Тисаселеш ; - Тисадерж ; - Тисатење ; - Тисађенда ; | - Тисаваркоњ ; - Тисаигар ; - Тисаинока ; - Тисајене ; - Тисакирт ; - Тисаерш ; - Тисапишпеки ; - Тисароф ; - Томајмоноштора ; - Тосег ; - Феђвернек ; - Хуњадфалва ; - Цибакхаза ; - Чатасег ; - Черкеселе ; - Чепа ; |

#### Саболч-Сатмар-Берег (жупанија)
|  | - Ајак ; - Анарч ; - Апађ ; - Арањшопати ; - Балша ; - Барабаш ; - Баторлигет ; - Бенк ; - Берегдароц ; - Берегшурањ ; - Беркес ; - Бешењед ; - Бестерец ; - Бири ; - Ботпалад ; - Бекењ ; - Буј ; - Ваја ; - Вашмеђер ; - Валај ; - Вамошаћа ; - Вамошороси ; - Гарболц ; - Гачаљ ; - Гававенчеле ; - Геленеш ; - Гемже ; - Гестеред ; - Геберјен ; - Гегењ ; - Гулач ; - Дарно ; - Деге ; - Ђеречке ; - Ђертелек ; - Ђулахаза ; - Ђеђе ; - Ђере ; - Енченч ; - Еперјешке ; - Ерпатак ; - Жарољан ; - Журк ; - Зајта ; - Илк ; - Јанд ; - Јанкмајтис ; - Јарми ; - Јеке ; - Калошемјен ; - Калманхаза ; | - Канторјаноши ; - Кек ; - Кекче ; - Кершемјен ; - Кишар ; - Кишходош ; - Кишлета ; - Кишнамењ ; - Кишпалад ; - Кишсекереш ; - Кишваршањ ; - Кочорд ; - Комлодтотфалу ; - Коморо ; - Котај ; - Келче ; - Кемере ; - Лашкод ; - Левелек ; - Лоња ; - Левепетри ; - Магошлигет ; - Мађ ; - Манд ; - Мандок ; - Марокпапи ; - Маћуш ; - Мезеладањ ; - Мехтелек ; - Мерк ; - Милота ; - Нађар ; - Нађчеркес ; - Нађдобош ; - Нађходош ; - Нађсекереш ; - Нађваршањ ; - Напкор ; - Набрад ; - Немешборзова ; - Њирбелтек ; - Њирбогат ; - Њирбогдањ ; - Њирчахољ ; - Њирчасари ; - Њирдерж ; - Њиргелше ; - Њирђулај ; - Њириброњ ; - Њирјако ; - Њиркарас ; | - Њирката ; - Њиркерч ; - Њирлеве ; - Њирмада ; - Њирмеђеш ; - Њирмихаљди ; - Њирпарасња ; - Њирпазоњ ; - Њирпилиш ; - Њирташ ; - Њиртет ; - Њиртура ; - Њирвашвари ; - Олчва ; - Олчваапати ; - Опаљи ; - Екеритофилпеш ; - Ембељ ; - Ер ; - Пањола ; - Пап ; - Папош ; - Пасаб ; - Патроха ; - Паћод ; - Пенеслек ; - Пењиге ; - Петнехаза ; - Пириче ; - Порчалма ; - Почпетри ; - Пустадобош ; - Рамочахаза ; - Раполт ; - Реткезберенч ; - Роход ; - Рожаљ ; - Саболч ; - Саболчбака ; - Саболчверешмарт ; - Сакољ ; - Самошанђалош ; - Самошбеч ; - Самошкер ; - Самошаљи ; - Самошсег ; - Самоштатарфалва ; - Самошујлак ; - Сатмарчеке ; - Секељ ; - Соргалматош ; | - Тарпа ; - Такош ; - Терем ; - Тиборсалаш ; - Тимар ; - Тисаадоњ ; - Тисабеч ; - Тисаберцел ; - Тисабездед ; - Тисачече ; - Тисадада ; - Тисадоб ; - Тисаеслар ; - Тисакањар ; - Тисакеречењ ; - Тисакород ; - Тисамођорош ; - Тисанађфалу ; - Тисарад ; - Тисасалка ; - Тисасентмартон ; - Тисателек ; - Тисавид ; - Тистаберек ; - Тивадар ; - Торњошпалца ; - Туњогматолч ; - Тужер ; - Туриштванди ; - Турриче ; - Ура ; - Уска ; - Ујдомбради ; - Ујкенез ; - Фабијанхаза ; - Фењешлитке ; - Филешд ; - Филпешдароц ; - Хермансег ; - Хетефејерче ; - Ходас ; - Цегењдањад ; - Ћукод ; - Чахолц ; - Чарода ; - Часло ; - Чегелд ; - Ченгершима ; - Ченгерујфалу ; - Шење ; - Шонкад ; |

## Надимак
Због свог облика ову регију такође зову и кер који скаче (мађ. ugró kutya), 